# Brian Pillinger
Brian Pillinger (Londra, ...) è un ex calciatore inglese, di ruolo difensore.

## Carriera
Nativo dell'Inghilterra, Pillinger nel 1969 è nella rosa dei Baltimore Bays, franchigia della North American Soccer League con cui ottiene il quinto ed ultimo posto in campionato.
Nel 1972 torna ai rifondati Bays, impegnati nell'American Soccer League, seconda lega per importanza degli Stati Uniti d'America.
Nella stagione 1974 torna a giocare nella NASL, in forza ai neonati Washington Diplomats, con cui ottiene il quarto ed ultimo posto nella Eastern Division, non riuscendo ad accedere alla fase finale del torneo. Il campionato seguente con la sua squadra non riesce nuovamente ad accedere alla fase finale del torneo, fermandosi al terzo posto della Eastern Division. Pillinger con i Diplomats gioca anche due campionati indoor.